# Johann Michael Langguth
Johann Michael Langguth (* 7. November 1682 in Erfurt; † 20. Juni oder 27. Juni 1739 ebenda) war ein  deutscher evangelischer Theologe.

## Leben
Er war der jüngste Sohn des aus Franken stammenden Oberpfarrers der evangelischen St.-Michaelis-Kirche in Erfurt und dessen Ehefrau Catharina Magdalena geborene Merck aus Schweinfurt. Einen Tag nach seiner Geburt starb der Vater an der Pest in Erfurt.
Johann Michael Langguth besuchte Schule und Gymnasium in Erfurt und studierte an der Universität Jena Theologie. Das Studium schloss er als Magister ab und war zunächst einige Zeit als Hofmeister in Selb und von 1708 bis 1710 als Rektor der Thomasschule in Erfurt tätig. Langguth blieb jedoch nicht im Schulwesen, sondern entschloss sich zum dauerhaften Dienst als Pfarrer und wurde am 31. März 1710 in Erfurt ordiniert. Sein erster Dienstort war Walschleben, wo er bis 1717 als Diakon wirkte, bis er dort das Amt des Oberpfarrers übernehmen konnte, das er bis zum Jahre 1723 ausübte. Dann folgte er dem Ruf auf eine höherdotierte Stelle in Erfurt, wo er an der Predigerkirche bis zu seinem Tode 1729 als Diakon wirkte.
Langguth schrieb zahlreiche Beitrage für gedruckte Leichenpredigten und als er 1739 starb, wurde nach seinem Tod ebenfalls eine Leichenpredigt in Druck gegeben.

## Familie
Johann Michael Langguth war zweimal verheiratet. Seine erste Ehefrau heiratete er 1711 in Sömmerda und nach deren Tod 1726 ging er in der Predigerkirche mit Anna Magdalena Kirchner, die Tochter des Oberpfarrers der Andreaskirche, eine zweite Ehe ein. Aus beiden Ehen gingen insgesamt 13 Kinder hervor, von denen der Bischof Johannes Baron von Watteville der bekannteste ist.